# Palystella sexmaculata
Palystella sexmaculata är en spindelart som beskrevs av Lawrence 1928. Palystella sexmaculata ingår i släktet Palystella och familjen jättekrabbspindlar.
Artens utbredningsområde är Namibia. Inga underarter finns listade i Catalogue of Life.